# 音別車站
音別車站（日语：／ Ombetsu eki */?）是位於北海道釧路市音別町本町1丁目的北海道旅客鐵道（JR北海道）、日本貨物鐵道（JR貨物）根室本線的鐵路車站。車站編號為K45。電報略號為オン。為被廢除的夜行特急列車「毬藻」的車站，現在只有普通列車會在本車站停靠。
車站的名稱來自阿伊努語的「o-mu-pet」（河口阻塞的河川）或「on-pet」（發酵的河川）。

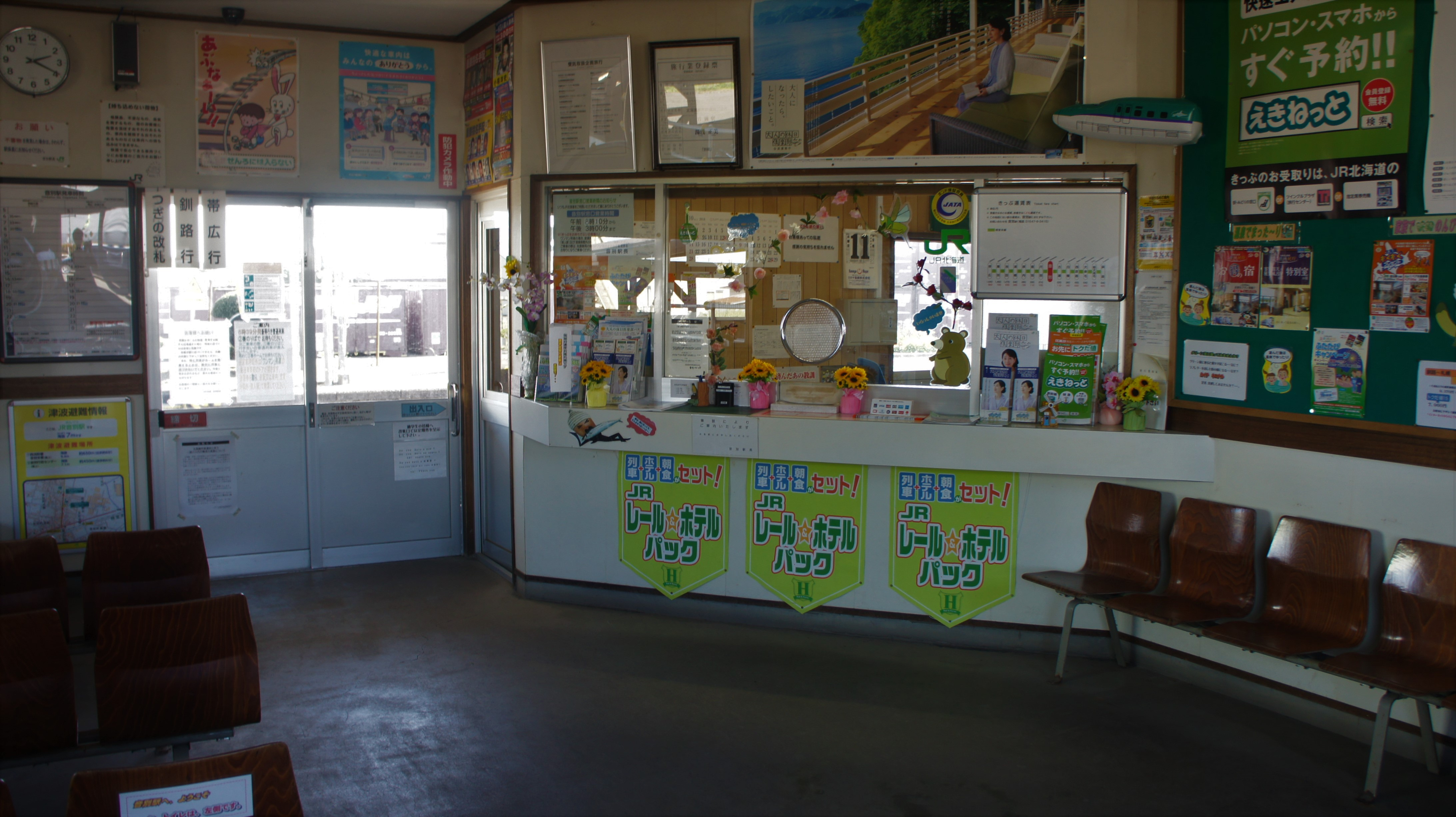
車站內部(2018年9月)

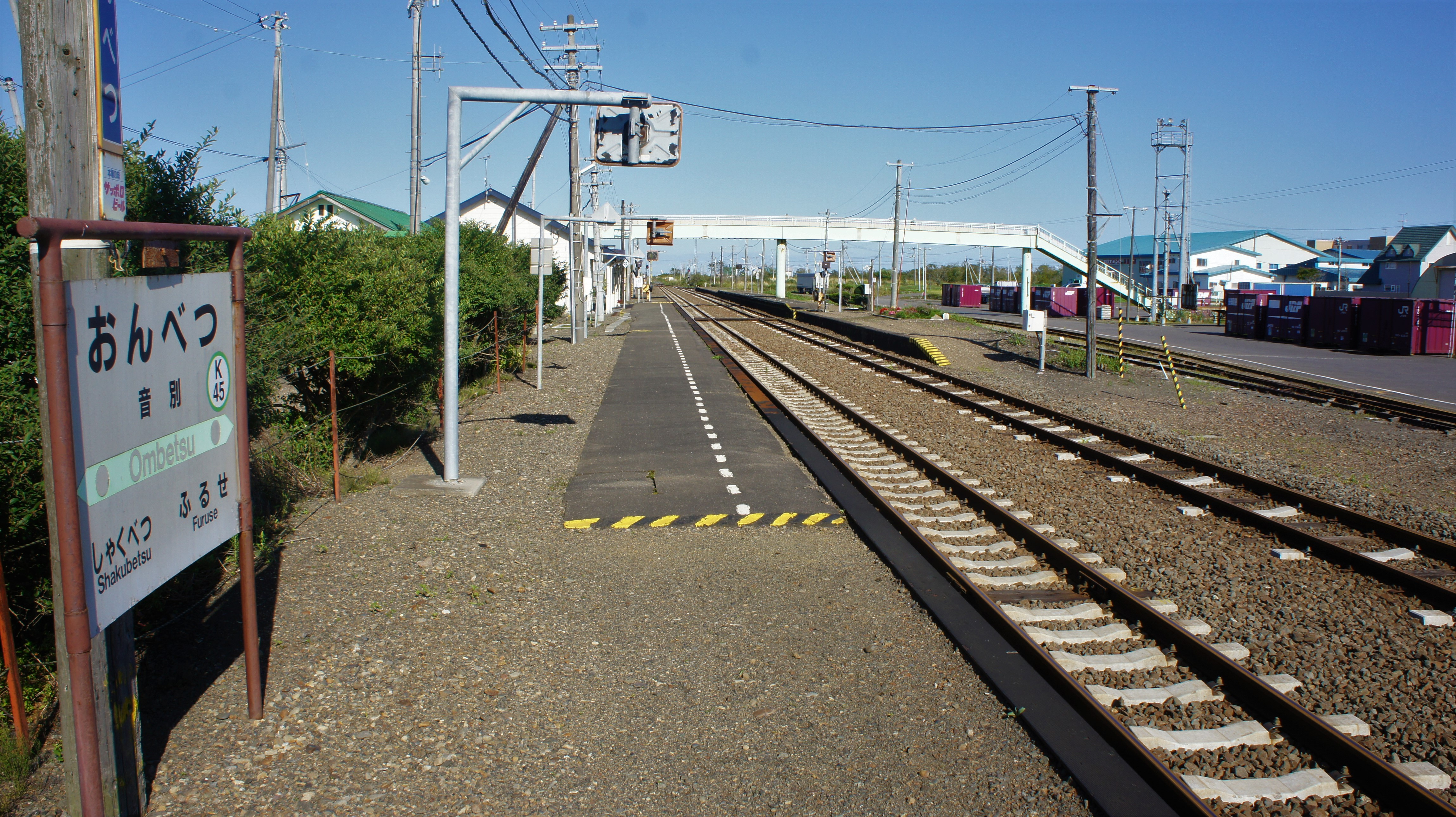
月台(2018年9月)

## 歷史
- 1903年（明治36年）3月1日 - 以北海道官設鐵道釧路線車站開始營業。為一般車站。
- 1905年（明治38年）4月1日 - 由官設鐵道接管。
- 1984年（昭和59年）2月1日 - 廢除行李及車載貨物處理。開始貨櫃貨物處理。
- 1987年（昭和62年）4月1日 - 國鐵分割民營化後，由JR北海道繼承。
- 2008年（平成20年）8月31日 - 為特急列車「毬藻」的最後行駛日（以本車站計，往札幌於8月31日、往釧路於9月1日停止行駛）。從此本車站唯一特別列車取消。

## 車站構造

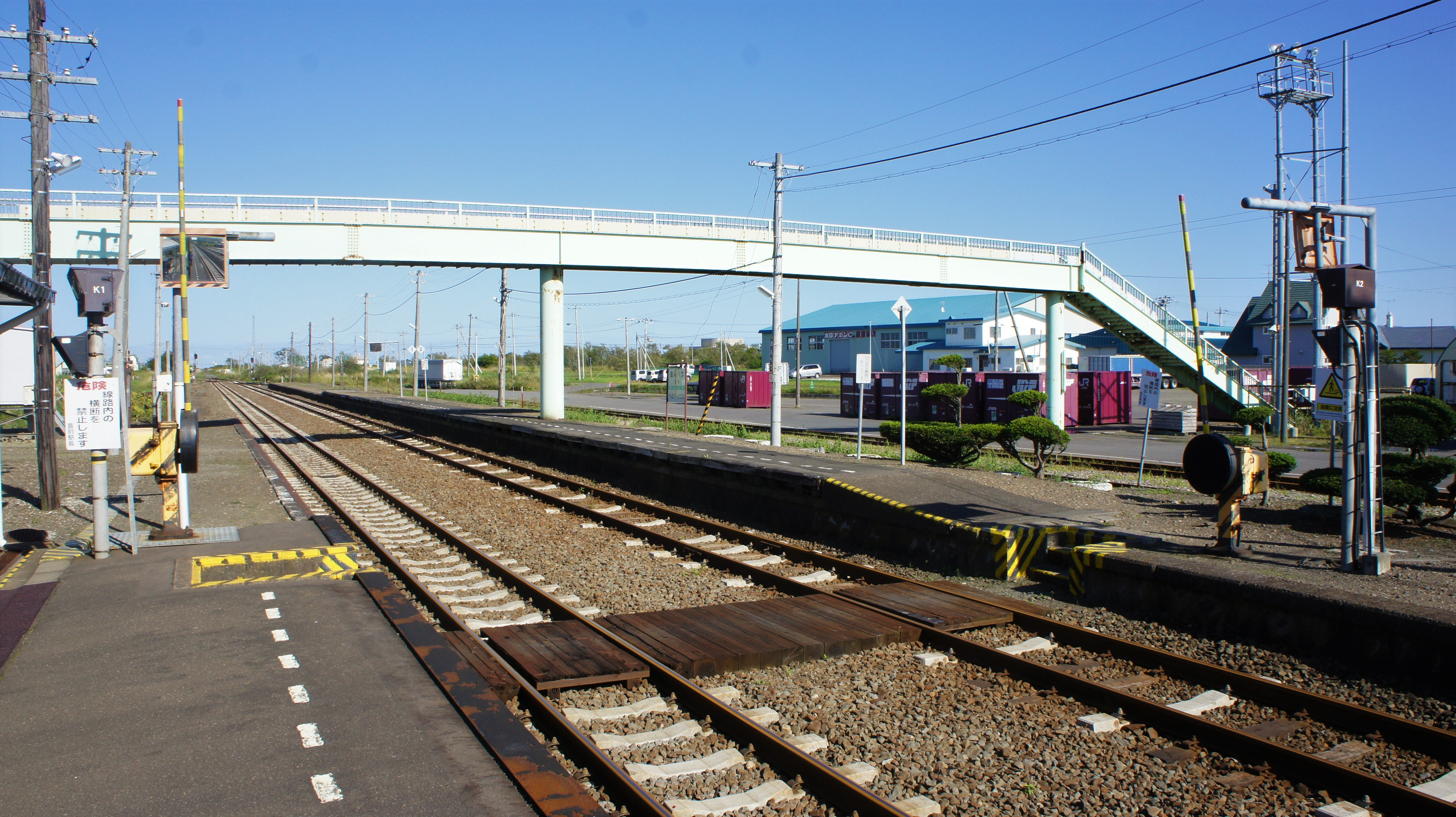
平交道(2018年9月)

本站為2面2線、側式月台的地面車站。月台之間設置平交道。上下行列車主要使用位於車站大樓旁的1號線，而轉換列車等時則使用2號線。本站為配置職員車站，並設有綠窗口（營業時間07時20分～15時00分）。早上及晚上分別有1班及2班行駛釧路～本車站之間的列車。

## 貨物車站
JR貨物車站位於旅客車站南面，為1面1線的貨櫃月台（全長約200米）。

## 車站周邊
- 國道38號
- 北海道道241號本流音別停車場線
- 釧路市政廳音別町行政中心（舊音別町役場）
- 釧路警察署音別派出所
- 音別郵政局（併設日本郵政釧路西分店音別集配中心）
- 大地未來信月金庫音別分店
- 釧路丹頂農業協同組合（JA釧路丹頂）音別分所
- 日本通運釧路分店大塚辦公室
- 大塚製藥工場釧路工場
- 大塚食品釧路工場
- 音別町文化會館
- 音別町友誼圖書館
- 釧路巴士「音別車站前」、「音別」車站

## 使用狀況
- JR北海道
  - 以2007年度計，每天平均乘客為97人。
- JR貨物
  - 以2007年度計，發送貨物為25,013噸，接收貨物為9,800噸。

## 相鄰車站
北海道旅客鐵道（JR北海道）
■根室本線
厚內（K42）－（直別信號場）－（尺別信號場）－音別（K45）－（古瀨信號場）－白糠（K47）

## 外部連結
- （日語）JR北海道 – 音別車站 （页面存档备份，存于）
- （日語）音別車站 （页面存档备份，存于）
- （日語）全驛參觀之旅 （页面存档备份，存于）

1. ↑  北海道庁.  (PDF). 北海道庁.   [2017-08-16]. （原始内容 (PDF)存档于2018-05-04）.